# Andorra a 2012. évi nyári olimpiai játékokon
Andorra a nagy-britanniai Londonban megrendezett 2012. évi nyári olimpiai játékok egyik részt vevő nemzete volt. Az országot az olimpián 4 sportágban 6 sportoló képviselte, akik érmet nem szereztek.

## Atlétika
Férfi

| Versenyző    | Versenyszám | Eredmény | Helyezés |
| ------------ | ----------- | -------- | -------- |
| Toni Bernadó | Maraton     | 2:28:34  | 74.      |

Női

| Versenyző        | Versenyszám | Előfutam | Előfutam | Előfutam | Negyeddöntő | Negyeddöntő | Negyeddöntő | Elődöntő | Elődöntő | Elődöntő | Döntő   | Döntő    |
| Versenyző        | Versenyszám | Idő      | Hely.    | Össz.    | Idő         | Hely.       | Össz.       | Idő      | Hely.    | Össz.    | Idő     | Helyezés |
| ---------------- | ----------- | -------- | -------- | -------- | ----------- | ----------- | ----------- | -------- | -------- | -------- | ------- | -------- |
| Cristina Llovera | 100 m       | 12,78    | 5.       | 18.      | kiesett     | kiesett     | kiesett     | kiesett  | kiesett  | kiesett  | kiesett | kiesett  |

## Cselgáncs
Férfi

| Versenyző     | Versenyszám | Selejtező         | 32-es főtábla                         | Nyolcaddöntő                        | Negyeddöntő       | Elődöntő          | Vigaszág elődöntő | Bronz- mérkőzés   | Döntő             | Helyezés |
| Versenyző     | Versenyszám | Ellenfél Eredmény | Ellenfél Eredmény                     | Ellenfél Eredmény                   | Ellenfél Eredmény | Ellenfél Eredmény | Ellenfél Eredmény | Ellenfél Eredmény | Ellenfél Eredmény | Helyezés |
| ------------- | ----------- | ----------------- | ------------------------------------- | ----------------------------------- | ----------------- | ----------------- | ----------------- | ----------------- | ----------------- | -------- |
| Daniel García | Harmatsúly  | erőnyerő          | Abraham Acevedo (PAR) · 020(0)-000(1) | Sugoi Uriarte (ESP) · 000(2)-013(0) | kiesett           | kiesett           |                   |                   |                   | 9.       |

## Sportlövészet
Férfi

| Versenyző  | Versenyszám | Selejtező | Selejtező | Döntő   | Döntő    |
| Versenyző  | Versenyszám | Pont      | Helyezés  | Pont    | Helyezés |
| ---------- | ----------- | --------- | --------- | ------- | -------- |
| Joan Tomàs | Trap        | 103       | 33.       | kiesett | kiesett  |

## Úszás
Férfi

| Versenyző      | Versenyszám    | Előfutam | Előfutam | Előfutam | Elődöntő | Elődöntő | Elődöntő | Döntő   | Döntő    |
| Versenyző      | Versenyszám    | Idő      | Hely.    | Össz.    | Idő      | Hely.    | Össz.    | Idő     | Helyezés |
| -------------- | -------------- | -------- | -------- | -------- | -------- | -------- | -------- | ------- | -------- |
| Hocine Haciane | 200 m pillangó | 2:06,37  | 5.       | 37.      | kiesett  | kiesett  | kiesett  | kiesett | kiesett  |

Női

| Versenyző      | Versenyszám | Előfutam | Előfutam | Előfutam | Elődöntő | Elődöntő | Elődöntő | Döntő   | Döntő    |
| Versenyző      | Versenyszám | Idő      | Hely.    | Össz.    | Idő      | Hely.    | Össz.    | Idő     | Helyezés |
| -------------- | ----------- | -------- | -------- | -------- | -------- | -------- | -------- | ------- | -------- |
| Monica Ramirez | 100 m hát   | 1:07,72  | 2.       | 42.      | kiesett  | kiesett  | kiesett  | kiesett | kiesett  |